# Mojin: The Lost Legend
Pour plus de détails, voir Fiche technique et Distribution.
Mojin: The Lost Legend (鬼吹灯之寻龙诀, Guĭ Chuī Dēng Zhī Xún Lóng Jué) est un film chinois réalisé par Wu Ershan, sorti en 2015.
C'est l'adaptation du roman Ghost Blows Out the Light (鬼吹灯, Guǐ Chuīdēng) publié en 2006 par Zhang Muye.

## Fiche technique
- Titre original : 鬼吹灯之寻龙诀, Guĭ Chuī Dēng Zhī Xún Lóng Jué
- Titre français : Mojin: The Lost Legend
- Réalisation : Wu Ershan
- Scénario : Chang Chia-lu d'après Zhang Muye
- Photographie : Jake Pollock
- Musique : Kôji Endô
- Pays d'origine : Chine
- Format : Couleurs - 35 mm - 2,35:1 - Dolby Digital
- Genre : action, aventure, drame
- Durée : 127 minutes
- Date de sortie :
  -  Chine : 18 décembre 2015

## Distribution
- Chen Kun : Hu Bayi
- Huang Bo : Wang Kaixuan
- Shu Qi : Shirley Yang
- Angelababy : Ding Sitian
- Xia Yu : Big Gold Tooth
- Liu Xiaoqing : Ying Caihong